# Gena Turgel
Gena Turgel z domu Goldfinger (ur. 1 lutego 1923 w Krakowie, zm. 7 czerwca 2018 w Londynie) – polska i brytyjska pisarka i pedagog pochodzenia żydowskiego. Odznaczona Orderem Imperium Brytyjskiego.

## Życiorys
Gena urodziła się w Krakowie w 1923 roku jako najmłodsze z dziewięciorga dzieci Samuela i Estery Goldfinger, zamożnych mieszczan. Rodzice prowadzili mały biznes włókienniczy. W dzieciństwie straciła ojca, po jego śmierci matka kontynuowała rodzinny interes. Wychowała się w dużym domu wypełnionym wszystkimi udogodnieniami mieszczańskiego komfortu: parkiet, kryształowe żyrandole, perskie dywany. Gena była członkiem syjonistycznej organizacji młodzieżowej HaNoar HaTzioni. Po agresji Niemiec na Polskę w 1939 roku zmuszeni byli do porzucenia dobytku. Gena, kilkoro rodzeństwa i jej matka zostali wysłani do getta krakowskiego w sierpniu 1941 roku.
Jej brat Willek został zastrzelony przez żołnierza SS przez okno ich domu, podczas gdy stał na krześle obok okna, aby sięgnąć po walizki leżące na szafie. Kolejny brat, Janek, uciekł, a Turgel już więcej go nie spotkała. 1 marca 1942 roku Gena, jej matka i siostry Miriam i Hela zostały wysłane do obozu koncentracyjnego Plaszow. Siostra Miriam i jej mąż zostali zastrzeleni po tym, jak zostali przyłapani na próbach przemytu jedzenia do obozu w Płaszowie.
W grudniu 1944 roku Gena, Hela były udział w ostatnim marszu więźniów z Płaszowa do obozu zagłady Auschwitz-Birkenau. Tam jej siostra został poddana eksperymentom medycznym i zmarła w szpitalu obozowym. Miesiące później Gena wraz z matką brały udział w marszu śmierci do KL Buchenwald, skąd zostały wysłane do obozu Bergen-Belsen. Pracowała tam w szpitalu, gdzie opiekowała się 15-letnią Anne Frank, która była śmiertelnie chora.
W kwietniu 1945 roku, podczas wyzwalania obozu Bergen-Belsen, poznała brytyjskiego żołnierza Normana Turgla. Poślubiła go sześć miesięcy później, 7 października 1945 roku w synagodze w Lubece. Ceremonii przewodniczył rabina Leslie Hardman, który był także kapelanem wojskowym. Jej suknia ślubna wykonana była ze spadochronu armii brytyjskiej. Obecnie znajduje się jako eksponat w Imperial War Museum w Londynie. Wraz z mężem, również pochodzenia żydowskiego, wyjechała do Anglii i osiadła w Hendon w północno-zachodnim Londynie. Brytyjska prasa nazwała ją „Oblubienicą z Belsen”. Para miała troje dzieci. Matka Gene również przeżyła obóz i wyjechała do Anglii, gdzie zamieszkała z córką. Turgel po śmierci męża w 1995 roku zamieszkała w Stanmore, w gminie London Borough of Harrow.
W 1987 roku Turgel opublikowała autobiograficzną książkę I Light a Candle, której współautorką jest dziennikarka Veronicą Groocock. Wcześniej jej wspomnienia zostały nagrane na kasetach w 1992 roku. Przez wiele lat zapraszana była przez szkoły i uniwersytety, gdzie jako współczesny świadek opowiadała o ludobójstwie jakiego dopuścili się Niemcy w czasie II wojny światowej. Za swoje zasługi została odznaczona w 2011 roku przez królową Elżbietę II Orderem Imperium Brytyjskiego mianowany (MBE). Grób Geny Turgel znajduje się na cmentarzu żydowskim w Bushey, w hrabstwie Hertfordshire, w dystrykcie Hertsmere.